# Vesa Hietalahti
Vesa Tapio Hietalahti (* 27. September 1969 in Kauhajoki) ist ein ehemaliger finnischer Biathlet. Nach seiner aktiven Karriere wurde Hietalahti Trainer und trainierte unter anderem den Nationalkader Finnlands.
Hietalahti startete für den Verein Kauhajoen Karhu in seiner Heimatstadt. Er debütierte in der Saison 1989/90 im Biathlon-Weltcup. In der Saison 1994/95 gelang ihm beim 20-km-Einzel im März 1995 in Lillehammer sein erster Weltcup-Sieg. In der Folgesaison 1995/96 siegte er im Dezember in Östersund erneut in einem Einzel. Der dritte und letzte Sieg in einem Weltcup-Rennen gelang ihm in der Saison 2001 kurz vor Weihnachten beim Massenstart in Brezno-Osrblie, dieselbe Saison brachte ihm mit Platz neun auch seine einzige Platzierung in den Top Ten des Gesamtweltcups. Neben diesen drei Siegen stand er sechs Mal auf der zweiten und vier Mal auf der dritten Stufe des Siegertreppchens, einen dieser dritten Plätze erreichte er mit der Staffel – in der Besetzung Ville Räikkönen, Hietalahti, Mikko Uusipaikka und Paavo Puurunen überraschte Finnland beim Weltcup in Ruhpolding 1999. Seinen größten Erfolg feierte Hietalahti bei den Biathlon-Weltmeisterschaften 2003 im sibirischen Chanty-Mansijsk, wo er im 20-km-Einzelwettbewerb hinter dem Norweger Halvard Hanevold die Silbermedaille gewann. Dies war zugleich sein letzter Podestplatz im Weltcup.
National stehen zahlreiche Meistertitel für Hietalahti zu Buche, 2002 gewann er das Einzel bei den Finnischen Meisterschaften, 2003 die Verfolgung, im Sprint und der Verfolgung siegte er noch 2005. Daneben wurde er schon 1997 im Sommerbiathlon (Crosslauf) mit der 4 × 6-km-Staffel seines Vereins Kauhajoen Karhu Finnischer Meister. Zeitweise nahm er – auch international – an Langlaufrennen teil. Hietalahti arbeitet seit dem Ende seiner Aktivenkarriere als Trainer, unter anderem war er Nationaltrainer Finnlands, seit 2015 ist er hauptamtlicher Trainer bei seinem Heimatverein.

## Bilanz im Weltcup
Die Tabelle zeigt alle Platzierungen (je nach Austragungsjahr einschließlich Olympische Spiele und Weltmeisterschaften).
- 1.–3. Platz: Anzahl der Podiumsplatzierungen
- Top 10: Anzahl der Platzierungen unter den ersten zehn (einschließlich Podium)
- Punkteränge: Anzahl der Platzierungen innerhalb der Punkteränge (einschließlich Podium und Top 10)
- Starts: Anzahl gelaufener Rennen in der jeweiligen Disziplin

| Platzierung | Einzel | Sprint | Verfolgung | Massenstart | Team | Staffel | Gesamt |
| ----------- | ------ | ------ | ---------- | ----------- | ---- | ------- | ------ |
| 1. Platz    | 2      |        |            | 1           |      |         | 3      |
| 2. Platz    | 4      | 2      |            |             |      |         | 6      |
| 3. Platz    | 1      | 2      |            |             |      | 1       | 4      |
| Top 10      | 15     | 8      | 8          | 1           | 1    | 28      | 61     |
| Punkteränge | 38     | 37     | 28         | 12          | 1    | 39      | 155    |
| Starts      | 53     | 83     | 41         | 12          | 1    | 39      | 229    |